# Moshe Gil
Moshe Gil (Białystok, 8 febbraio 1921 – Tel Aviv, 23 gennaio 2014) è stato uno storico israeliano.

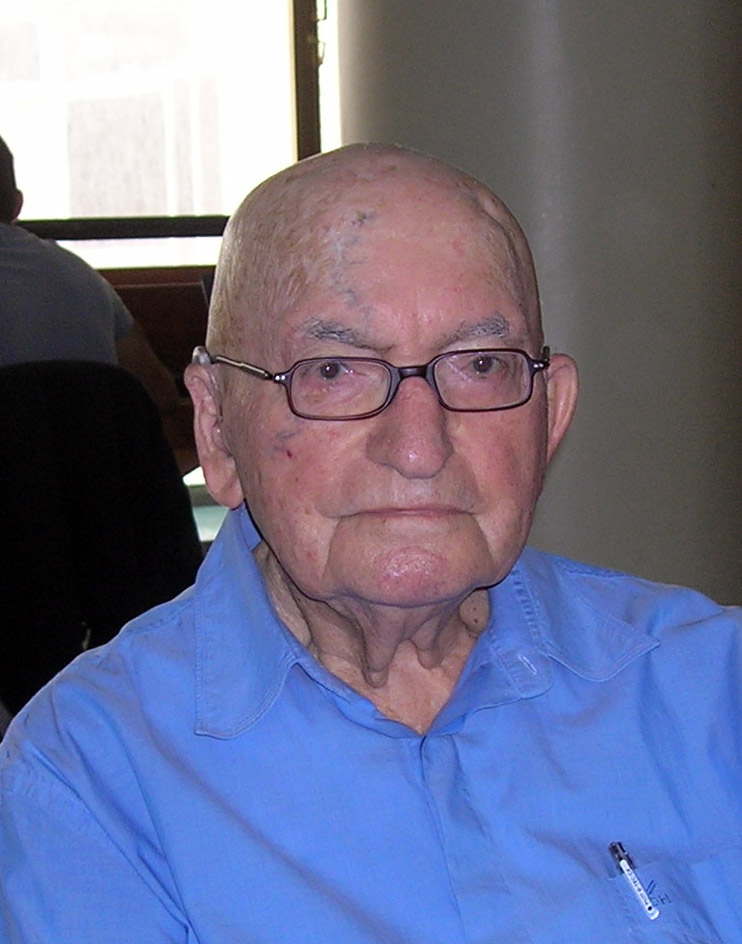

Specialista delle interazioni tra Islam ed ebrei, in particolare della storia della Palestina sotto dominazione islamica, dell'istituzione dell'esilarcato e dei mercanti ebrei conosciuto sotto il nome di Radaniti.
Nel 2011, a novanta anni, ha pubblicato uno studio sull'insieme delle fonti primarie arabe riguardanti la conversione o meno dei Khazari al Giudaismo. Moshe Gil considera che tutte le tradizioni successive su tale soggetto derivano da quelle fonti primarie, e intendeva quindi dimostrare che non è possibile basarsi su di esse per affermare la conversione dei Turchi Khazari al Giudaismo: «Ciò non è mai avvenuto», ha concluso senza esitazione.
Gil è stato Professore Emerito della Chaim Rosenberg School of Jewish Studies dell'Università di Tel Aviv. È stato titolare della cattedra Joseph et Ceil Mazer di "Storia degli ebrei nei paesi musulmani". Ha vinto il Premio Israele nel 1998 per i suoi lavori che hanno analizzato ben 846 frammenti documentali della Geniza del Cairo e per il suo lavoro sul ruolo dei commercianti ebrei nello sviluppo della società medievale.

## Opere
- 2011: "Did the Khazars Convert to Judaism?", in: Revue des Etudes Juives, vol. 170, n. 3-4, juillet-décembre 2011, pp. 429–441. Riassunto online
- 1997: "The Babylonian Encounter and the Exilarchic House in the Light of Cairo Geniza Documents and Parallel Arab Sources". (Testo di conferenza dei Proceedings: Judaeo-Arabic studies proceedings of the Founding Conference of the Society for Judaeo Arabic Studies.)
- 1995: "The Exilarchate". (Testo di conferenza dei Proceedings: The Jews of medieval Islam: Community, society, and identity: proceedings of an international conference held by the Institute of Jewish Studies, University College London, 1992)
- 1992: A history of Palestine, 634-1099, Cambridge and New York, Cambridge University Press.
- 1987: "The Medinan Opposition to the Prophet", su: Jerusalem studies in Arabic and Islam.
- 1987: Recensione di "Khazarian Hebrew Documents of the Tenth Century" di Golb e Pritsak (su: Journal of Near Eastern studies.)
- 1984: "The Origin of the Jews of Yathrib", su: Jerusalem studies in Arabic and Islam.
- 1976: Documents of the Jewish pious foundations from the Cairo Geniza,  Leida, Brill.
- 1974: "The Radhanite Merchants and the Land of Radhan", su: Journal of the economic and social history of the Orient
- 1974: "The Constitution of Medina: A Reconsideration", su: Israel oriental studies